# 1995-ös Formula–1 német nagydíj
A német nagydíj volt az 1995-ös Formula–1 világbajnokság kilencedik futama.

## Futam
Hockenheimban a pole-pozícióból induló Hill a vezető helyről csúszott ki a 2. körben, így Schumacher a második helyről indulva győzött Coulthard előtt. Alesi motorhiba miatt kiesett, míg Bergert büntetéssel sújtották korai rajtja miatt. Az osztrákot, részben a sok kiesőnek köszönhetően, a harmadik helyen intették le.
| Helyezés | #  | Versenyző                | Csapat/Motor       | Futott körök | Idő/Kiesés oka | Rajthely | Pontszám |
| -------- | -- | ------------------------ | ------------------ | ------------ | -------------- | -------- | -------- |
| 1        | 1  | Michael Schumacher       | Benetton-Renault   | 45           | 1:22:56,043    | 2        | 10       |
| 2        | 6  | David Coulthard          | Williams-Renault   | 45           | +5,988         | 3        | 6        |
| 3        | 28 | Gerhard Berger           | Ferrari            | 45           | +1:08,097      | 4        | 4        |
| 4        | 2  | Johnny Herbert           | Benetton-Renault   | 45           | +1:23,436      | 9        | 3        |
| 5        | 29 | Jean-Christophe Boullion | Sauber-Ford        | 44           | +1 kör         | 14       | 2        |
| 6        | 25 | Szuzuki Aguri            | Ligier-Mugen-Honda | 44           | +1 kör         | 18       | 1        |
| 7        | 3  | Katajama Ukjó            | Tyrrell-Yamaha     | 44           | +1 kör         | 17       |          |
| 8        | 17 | Andrea Montermini        | Pacific-Ilmor      | 42           | +3 kör         | 23       |          |
| 9        | 15 | Eddie Irvine             | Jordan-Peugeot     | 41           | +4 kör         | 6        |          |
| Kiesett  | 8  | Mika Häkkinen            | McLaren-Mercedes   | 33           | Motorhiba      | 7        |          |
| Kiesett  | 30 | Heinz-Harald Frentzen    | Sauber-Ford        | 32           | Motorhiba      | 11       |          |
| Kiesett  | 24 | Luca Badoer              | Minardi-Ford       | 28           | Olajszivárgás  | 16       |          |
| Kiesett  | 16 | Giovanni Lavaggi         | Pacific-Ilmor      | 27           | Váltó          | 24       |          |
| Kiesett  | 22 | Roberto Moreno           | Forti-Ford         | 27           | Féltengely     | 22       |          |
| Kiesett  | 14 | Rubens Barrichello       | Jordan-Peugeot     | 20           | Motorhiba      | 5        |          |
| Kiesett  | 7  | Mark Blundell            | McLaren-Mercedes   | 17           | Motorhiba      | 8        |          |
| Kiesett  | 26 | Olivier Panis            | Ligier-Mugen-Honda | 13           | Vízszivárgás   | 12       |          |
| Kiesett  | 27 | Jean Alesi               | Ferrari            | 12           | Motorhiba      | 10       |          |
| Kiesett  | 23 | Pierluigi Martini        | Minardi-Ford       | 11           | Motorhiba      | 20       |          |
| Kiesett  | 10 | Inoue Taki               | Footwork-Hart      | 9            | Váltó          | 19       |          |
| Kiesett  | 21 | Pedro Diniz              | Forti-Ford         | 8            | Fékek          | 21       |          |
| Kiesett  | 5  | Damon Hill               | Williams-Renault   | 1            | Kicsúszás      | 1        |          |
| Kiesett  | 4  | Mika Salo                | Tyrrell-Yamaha     | 0            | Kuplung        | 13       |          |
| Kiesett  | 9  | Massimiliano Papis       | Footwork-Hart      | 0            | Váltó          | 15       |          |

## A világbajnokság élmezőnyének állása a verseny után
| H  | Versenyzők         | Pont | H  | Konstruktőrök      | Pont |
| -- | ------------------ | ---- | -- | ------------------ | ---- |
| 1. | Michael Schumacher | 56   | 1. | Benetton-Renault   | 71   |
| 2. | Damon Hill         | 35   | 2. | Ferrari            | 53   |
| 3. | Jean Alesi         | 32   | 3. | Williams-Renault   | 52   |
| 4. | Johnny Herbert     | 25   | 4. | Jordan-Peugeot     | 13   |
| 5. | David Coulthard    | 23   | 5. | Ligier-Mugen-Honda | 11   |

- A Benetton-Renault  és a Williams-Renault csapatok szabálytalan üzemanyag használata miatt nem kapták meg az brazil nagydíjon a nekik járó pontokat.

## Statisztikák
Vezető helyen:
- Damon Hill: 1 (1)
- Michael Schumacher: 40 (2-19 / 24-45)
- David Coulthard: 4 (20-23)

Michael Schumacher 15. győzelme, 20. leggyorsabb köre, Damon Hill 9. pole-pozíciója.
- Benetton 20. győzelme.

Pierluigi Martini 124., utolsó versenye.